# Bódhipakkhija-dhamma
A Bódipakkhijá-dhammá (páli szanszkrit: bódhipaksa dharma) a buddhizmusban olyan tulajdonságok (dhammá) amelyek kapcsolódnak a (pakkhija) megvilágosodáshoz (bódhi).
A páli magyarázószövegekben a Bódipakkhija-dhamma kifejezéssel hét tulajdonsághalmazra utalnak, amelyet a történelmi Buddha tanított. Ezek megőrzésre kerültek páli kánonban.  Ezekben a halmazokban harminchét tulajdonság szerepel (szattatimsza bódhipakkhija-dhamma).
A hét halmazt elismerik a théraváda és a mahájána buddhisták is a megvilágosodáshoz vezető ösvény elősegítőjeként.

## A harminchét tulajdonság hét halmaza
Ez a 37 tulajdonság a következőképpen szerepel a Szamjutta-nikájában (43.12):

### A tudatosság négy alapja(szatipatthána)
1. A test tudatossága (kajánupasszana)
2. Az érzések tudatossága (védanánupasszana)
3. A tudat tudatossága (csittanupasszana)
4. A mentális tulajdonságok tudatossága (dhammanupasszana)

### Négy helyes erőfeszítés(szammappadhana)
1. Megakadályozni, hogy ártó jellegű tudatállapotok lépjenek fel
2. Elhagyni a már fellépett ártó jellegű tudatállapotokat
3. Törekedni az építő jellegű tudatállapotok megjelenésére
4. Törekedni megtartani a már megjelent építő jellegű tudatállapotokat

### Az erő négy alapja(iddhipáda)
1. Akarat (csanda)
2. Energia (vírja)
3. Tudat (csitta)
4. Megkülönböztetés (vimamsza)

### Öt képesség(indrija)
1. Meggyőződés[3] (szaddha)
2. Energia (vírja)
3. Tudatosság (szati)
4. Koncentráció (szamádhi)
5. Bölcsesség (pradnya)

### Öt erősség(bala)
1. Hit (szaddha)
2. Energia (vírja)
3. Tudatosság (szati)
4. Koncentráció (szamádhi)
5. Bölcsesség (pradnya)

### Hét megvilágosodási tényező(bóddzshanga)
1. Tudatosság (szati)
2. Vizsgálódás (dhamma-vicsaja)
3. Energia (vírija)
4. Öröm (píti)
5. Nyugalom (passzaddhi)
6. Koncentráció (szamádhi)
7. Egykedvűség (upekkha)

### Nemes nyolcrétű ösvény(Arijo atthangiko maggo)
1. Helyes szemlélet
2. Helyes szándék
3. Helyes beszéd
4. Helyes cselekvés
5. Helyes életmód
6. Helyes erőfeszítés
7. Helyes éberség
8. Helyes elmélyedés

## Negyvenhárom tulajdonság
A páli kánonban a 112. és 237. Nettipakarana beszéd 43 Bódhipakkhija-dhammát sorol fel, amely tartalmazza a fenti 37-et, illetve további hatot:
- A lét három ismérve:

1. állandótlanság (aniccsa)
2. szenvedés (dukkha)
3. éntelenség (anatta)

- a szenvedés megszüntetése (dukkha) (pahána)
- vágy hiánya, arahantság (virága)
- mentális szennyeződések elpusztítása, nirvána[4]

## Páli kánonban
A Tipitaka (páli kánon) a Bódipakkhijá-dhammá kifejezést a hét minőséghalmaz értelemben legelőször az Atthakatha magyarázószövegben használja, jóllehet már előtte a Szutta-pitaka és az Abhidhamma-pitaka is összegyűjti és utal rá.

### Szutta-pitaka
A Dígha-nikájából ismert Maháparinibbána-szutta (DN 10), amely Buddha utolsó napjait meséli el:
"Most, Ó szerzetesek, azt mondom nektek, hogy ezeket a tanításokat, amelyekről nekem közvetlen tudásom van és amelyet veletek is megosztottam, tanuljátok meg alaposan, műveljétek, fejlesszétek és gyakran gyakoroljátok, hogy kialakuljon és kitartson az élet tisztasága a sokaság jólétére és boldogságára, a világ felé való együttérzésből, istenek és emberek jóléte és boldogsága érdekében.
"És mik, szerzetesek, ezek a tanítások? Ezek a tudatosság négy alapja, a négy helyes erőfeszítés, a fizikai erő négy összetevője, az öt képesség, az öt erősség, a hét megvilágosodási tényező és a nemes nyolcrétű ösvény. Ezek, szerzetesek, amelyekről közvetlen tudásom van, amelyeket megosztottam veletek, és amelyeket meg kell tanulnotok, művelnetek, fejlesztenetek és gyakran gyakorolnotok...."
A Maddzshima-nikája "Mahá Szakuludáji-szuttában" (MN 77), amikor megkérdezte tanítványait, hogy miért üdvözítik őt, a Buddha öt tulajdonságot sorolt fel, ami neki megvan: legmagasabb erények (adhisíle ... paramena szílakkhandha); legmagasabb tudás és látás (abhikkante nánadasszane); legmagasabb bölcsesség (adhipannája ... paramena pannákkhandha); az ő négy nemes igazságról szóló magyarázata (arijaszaccsáni); valamint, hogy számos módot azonosított, amivel egészséges állapotokat lehet elérni.
Ez a legutolsó tartalmazza a harminchét Bódhipakkhija-dhamma hét halmazát, amelyeket ez a beszéd egyesével fel is sorol.
A Szamjutta-nikája, ötödik felosztás első hét fejezete mind egy Bódhipakkhija-dhammának felel meg. Sok ismétlés szerepel ezekben e fejezetekben, amely összesen 900 beszédet tartalmaz.
Az Anguttara-nikája "Upaddzsája-szuttában" (AN 5.6.6) a Buddha öt dolgot ajánl a szerzeteseknek, hogy leküzdjék a spirituális akadályokat: kontrollálják a tudatukat, egyenek megfelelő mennyiségű ételt, tartsák karban az éberségüket, tartsák szem előtt az erényeket és fejlesszék ki a Bódhipakkhija-dhammákat egész nap.
A Khuddaka-nikájában a Bódhipakkhija-dhammákat az Iti 82, a Th. 900, és a Nett. 31, 112, 197, 237, 240 és 261 tartalmazza.

### Abhidhamma-pitaka
A bódhipakkhija-dhammákat többször is említi az Abhidhamma-pitaka - például a Vbh. 571 és 584 fejezeteiben.

### Magyarázószövegek
A Viszuddhimagga magyarázószövegei felsorolják a bódhipakkhija-dhammák hét halmazát és feltüntetik az ahhoz illő Szutta-pitaka beszédeket is (Vism. XXII.33), elmagyarázzák mindegyik halmazt (Vism. XXII.34-38), és leírják az arhat tudatában lévő létezésüket (Vism. XXII.39-40).
| |                      | 7 TULAJDONSÁGHALMAZ |                   |           |               |                        |                 |                 |
| 4 tudatosság | 4 helyes erőfeszítés | 4 erő alap          | 5 érzék           | 5 erősség | 7 Boddzshanga | Nemes nyolcrétű ösvény |                 |                 |
| 5 T U L A J D O N S Á G | hit                  |                     |                   |           | szaddha       | szaddha                |                 |                 |
| 5 T U L A J D O N S Á G | Energia              |                     | 4 szamma- padhana | vírja     | vírja         | vírja                  | vírja           | szamma vajama   |
| 5 T U L A J D O N S Á G | tudatosság           | 4 szatipatthána     |                   |           | szati         | szati                  | szati           | szamma szati    |
| 5 T U L A J D O N S Á G | Koncentráció         |                     |                   |           | szamádhi      | szamádhi               | szamádhi        | szamma szamádhi |
| 5 T U L A J D O N S Á G | bölcsesség           |                     |                   | vimamsza  | panna         | panna                  | dhamma- vicsaja | samma ditthi    |
| 1. Táblázat: öt tulajdonságot 28-szor említ a hét tulajdonsághalmaz, amely a megvilágosodással kapcsolatos (a Vism. XXII.41-43 alapján). |                      |                     |                   |           |               |                        |                 |                 |